# Zala vármegyei múzeumok listája

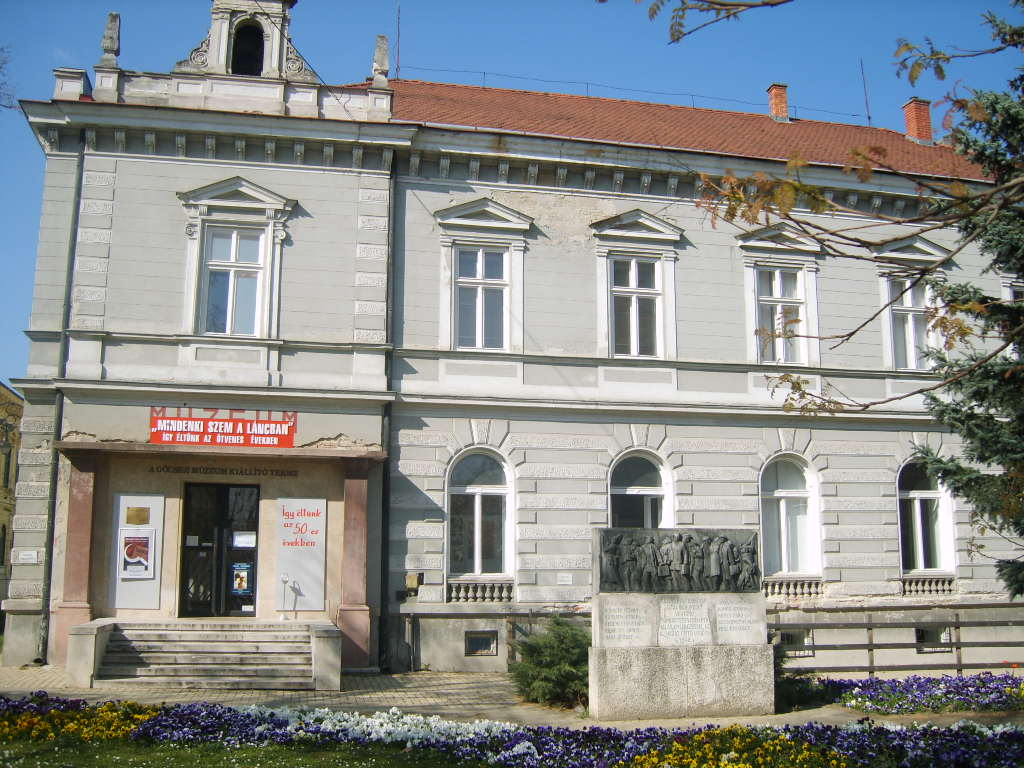
Göcseji Múzeum (Zalaegerszeg)

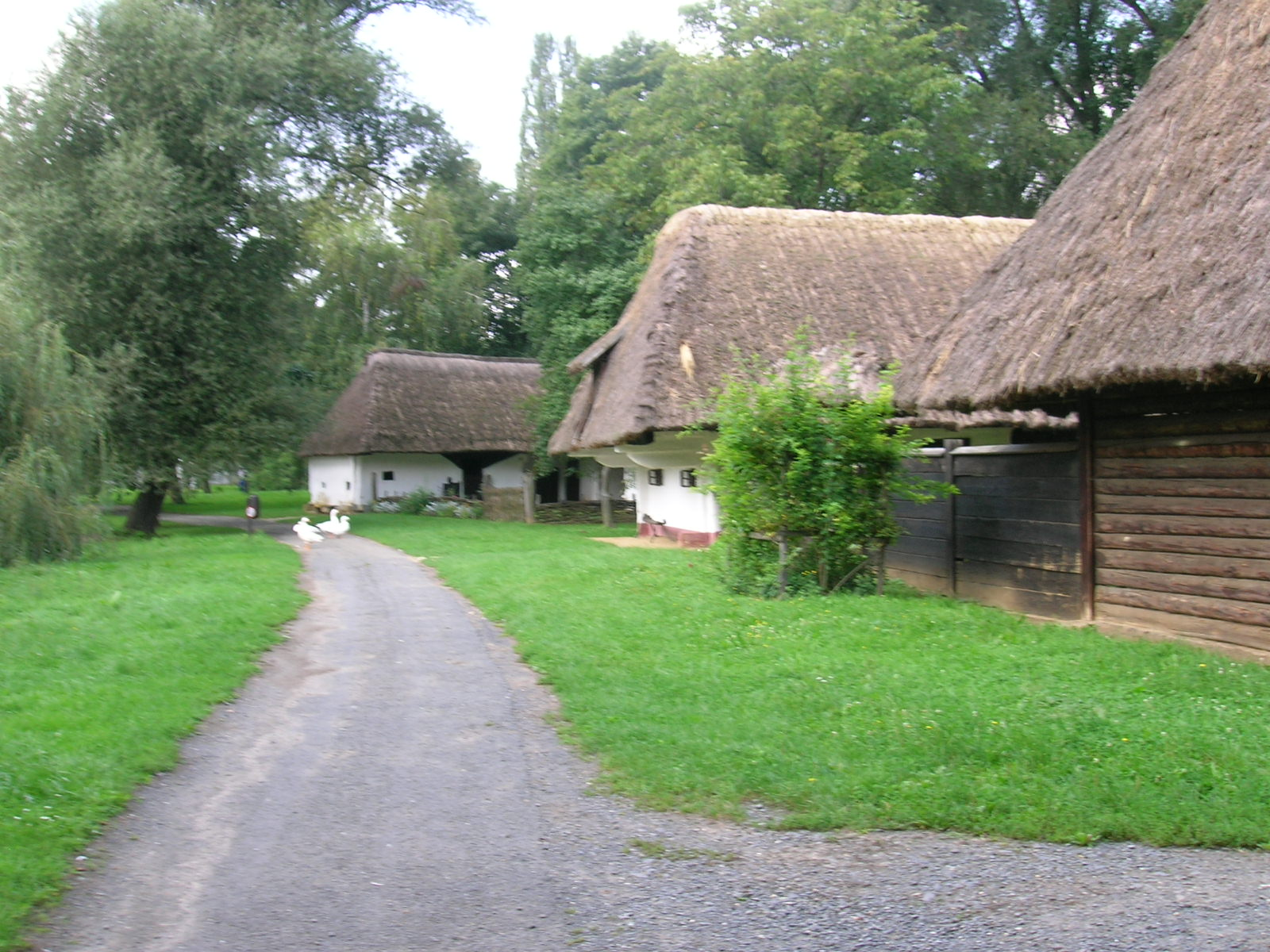
Göcseji Falumúzeum (Zalaegerszeg)

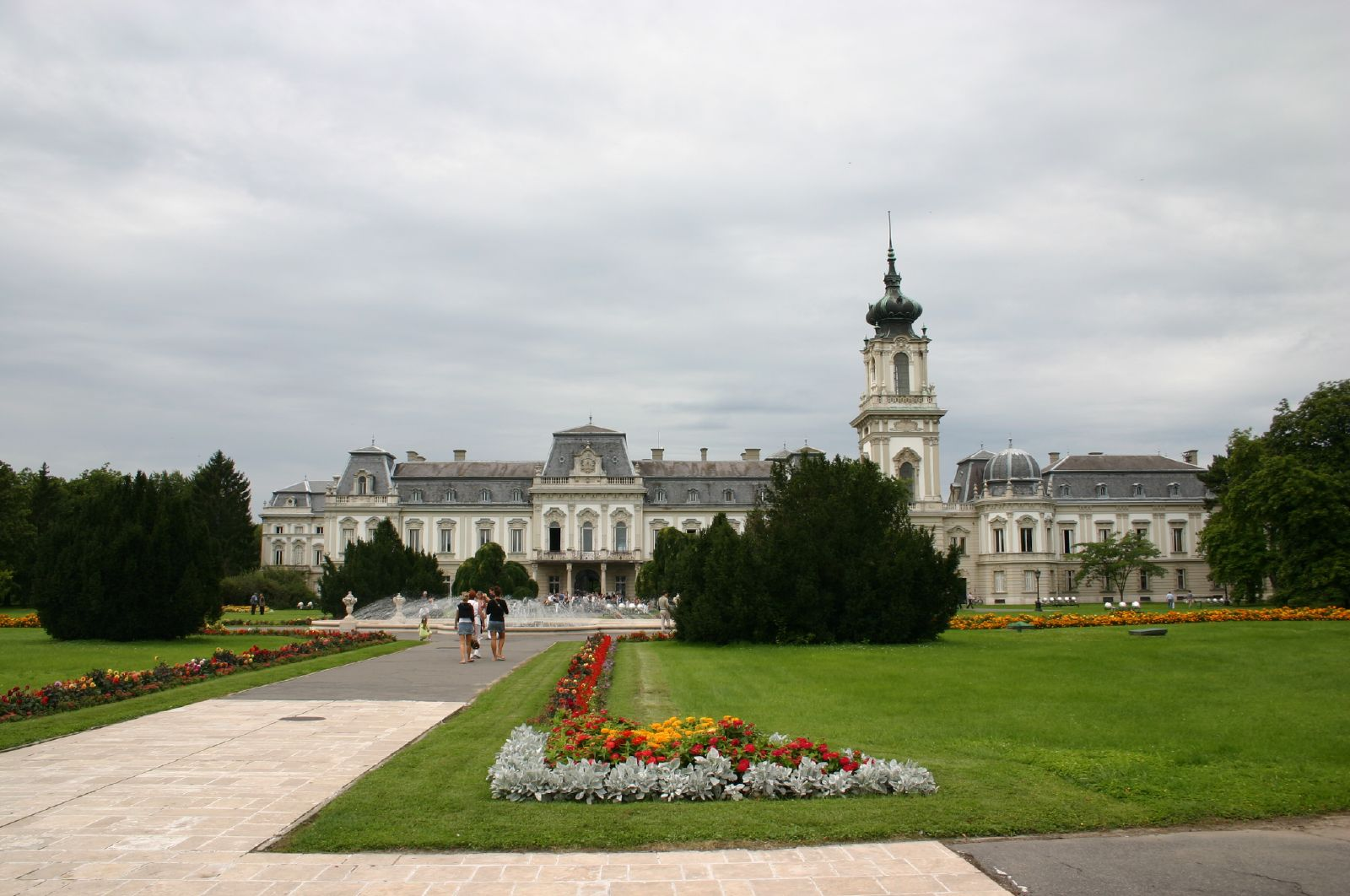
Helikon Kastélymúzeum (Keszthely)

## Múzeumok

### Zalaegerszeg
- Göcseji Múzeum - Batthyány u. 2.
- Göcseji Falumúzeum (Göcseji Skanzen és Finnugor Néprajzi Park) - Falumúzeum utca
- Magyar Olaj- és Gázipari Múzeum - Falumúzeum utca

### Nagykanizsa
- Thúry György Múzeum - Fő u. 5.

### Keszthely
- Balatoni Múzeum - Múzeum u. 2.
- Georgikon Majormúzeum - Bercsényi Miklós u. 65-67.
- Helikon Kastélymúzeum - Kastély u. 1.

### Hévíz
- Hévízi Muzeális Gyűjtemény

## Tájházak
- Csesztreg: pásztorház - Ady E. u. 31.
- Galambok: népi lakóház - Somogyi B. u. 12.
- Gyenesdiás: nádtetős pásztorház - Kossuth L. u. 97.
- Kávás: népi műemlék házak - Temető u. 11-13.
- Kustánszeg: tájház - Kossuth L. u. 50.
- Zalaistvánd: tájház - Ady E. u.
- Zalalövő: tájház - Petőfi S. u. 35.
- Zalaszántó: tájház - Vadász u. 20.

## Külső hivatkozások
- Zala megye múzeumai és kiállítóhelyei
- Irány Magyarország.hu